# Drapelul Albaniei

Raportul drapelului: 5:7

Drapelul Albaniei între 1946 şi 1992

Drapelul Regatului Albanez (1928-1939)

Drapelul comercial, Raport: 2:3

Drapelul naval, Raport: 2:3

Drapelul național al Albaniei este un drapel roșu având un vultur cu două capete negru în centru. Este inspirat din sigiliul lui Skanderbeg, un albanez care în secolul al XV-lea a condus o răscoală împotriva Imperiului Otoman, asigurând pentru o scurtă perioadă independența Albaniei între 1443 și 1478. Drapelul actual a fost adoptat oficial pe 7 aprilie 1992, dar statele albaneze precedente cum ar fi Regatul Albaniei și statul comunist postbelic au folosit drapele similare, primul având în plus "Coiful lui Skanderbeg" deasupra vulturului, iar ultimul o stea roșie cu margini galbene.
Drapelul comercial și cel naval, ambele steaguri maritime, diferă de drapelul național. Drapelul comercial are trei benzi orizontale, de culoare roșie, neagră și respectiv roșie. Drapelul naval este asemănător celui național, cu excepția faptului că vulturul se află pe fundal alb, iar pe partea de jos a steagului se află o bandă roșie.